# デニス・ロバートソン
デニス・ロバートソン（Dennis Holme Robertson、1890年5月23日 - 1963年4月21日）は、イギリスの経済学者。
アーサー・セシル・ピグーのあとをついでケンブリッジ大学教授となる。ケインズと仲は良かったが、経済理論については基本的に同調しなかった。

## 略歴
- 1890年　6人兄弟の末っ子としてサフォークLowestoftに生まれる。
- 12歳でイートン・カレッジに入学する。
- ケンブリッジ大学のトリニティ・カレッジで古典学を学ぶ。
- 1910年　専攻を経済学に変える。
- 1912年　首席で経済学上級学位に合格し、研究をする。
- 1914年　ケンブリッジ大学のトリニティ・カレッジで働く。
- 1915年　『産業変動の研究』を出版する。
- 第1次世界大戦により、エジプト、パレスティナで軍務につく。
- 1930年～1938年　ケンブリッジ大学のトリニティ・カレッジのフェローとなる。
- 1938年　ロンドン大学の銀行論教授となる。
- 1939年～1944年　第2次世界大戦により、大蔵省で働く。
- 1944年　ピグーの後任としてケンブリッジ大学経済学教授となる。
- 1948年～1950年　王立経済学会の会長となる。
- 1957年　ケンブリッジ大学の名誉教授となる。
- 1963年　心臓発作によりケンブリッジで死去する。

## 業績
- 『産業変動の研究』（1915年）が実物分析を中心にしていたのに対し、『貨幣』（初版1922年、第4版1948年）、『銀行政策と価格水準』（1926年）では貨幣面を明らかにした。
- ケインズとは仲が良かったが、ロバートソンの経済学の考えは大陸的な要素が強く、とくに『貨幣論』後は盛んに論争が行われた。
- 名文家としても著名であった。

## 著作
- A Study of Industrial Fluctuations, P.S.King &Son, 1915.
- "Economic Incentive",  Economica, 1921.
- Money, Nisbet & Co.Ltd, 1922 （第4版1947年『貨幣』、安井琢磨・熊谷尚夫訳、岩波書店、1956年）．
- The Control of Industry, 1923.
- "Those Empty Boxes", EJ, 1924 .
- Banking Policy and the Price Level, Staples Press, 1926（『銀行政策と価格水準』、高田博訳、厳松堂書店、1955年）.
- "Increasing Returns and the Representative Firm", EJ, 1930.
- Economic Fragments, 1931.
- "Saving and Hoarding", EJ, 1933.
- "Some Notes on Mr Keynes's "General Theory of Employment"", QJE, 1936.
- "Alternative Theories of the Rate of Interest", EJ, 1937.
- "Mr Keynes and Finance: A note", EJ, 1938.
- Essays in Monetary Theory, 1940.
- "Wage Grumbles", in Readings in the Theory of Income Distribution, 1949.
- Utility and All That, 1952.
- Britain in the World Economy, 1954.
- Economic Commentaries, 1956.
- Lectures on Economic Principles, 1957-9.
- Growth, Wages, Money, 1961.
- Essays in Money and Interest, 1966.